# Kaminwurz

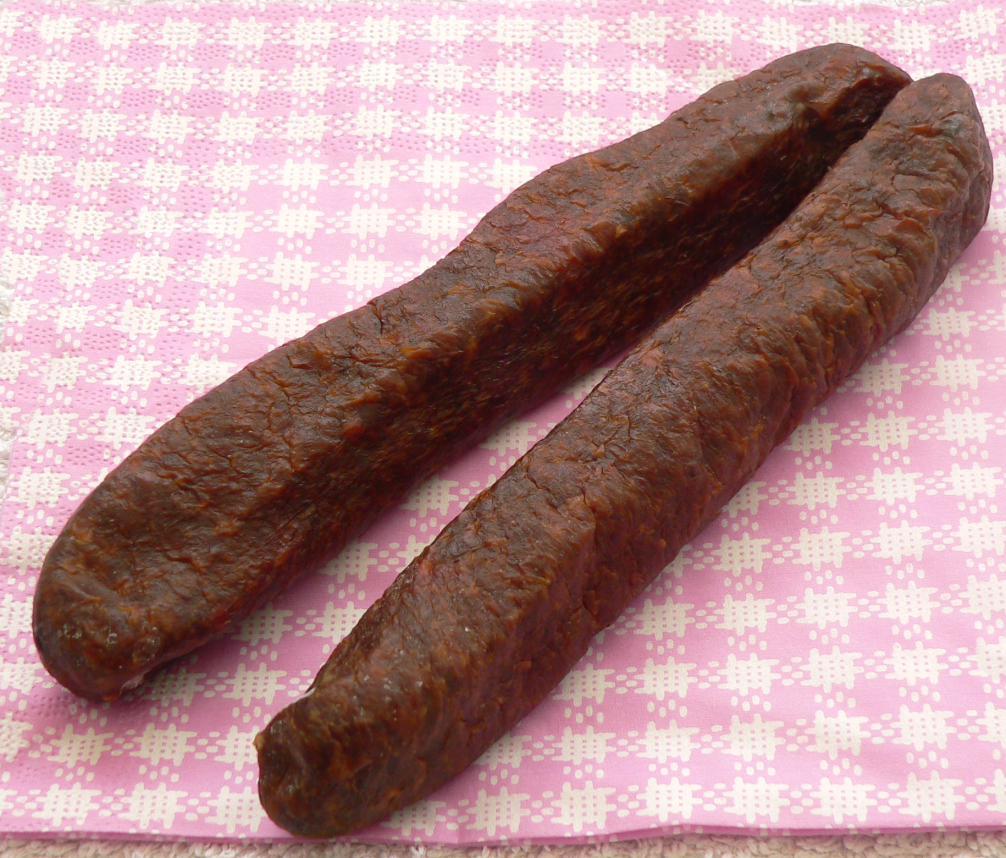
Kaminwurz aus Südtirol

Die Kaminwurz oder Kaminwurze ist eine aus Südtirol stammende, kaltgeräucherte und luftgetrocknete Rohwurst aus Rindfleisch und Rückenspeck vom Schwein oder nur aus Schweinefleisch. Vereinzelt kann man auch Kaminwurzen aus Lamm-, Ziegen-, Gams- oder Hirschfleisch finden.
Die Bezeichnung kommt von der ursprünglichen Art der Räucherung. In vielen Häusern gab es im Kamin am Dachstuhl eine Räucherkammer, in der die Bewohner ihr Geräuchertes als Vorrat reifen ließen, und im übertragenen Sinn von Wurz für Wurst.